# Linet Arasa
Linet Arasa (1 de janeiro de 1996) é uma jogadora de rugby sevens queniana.

## Carreira
Linet Arasa integrou o elenco da Seleção Queniana Feminina de Rugbi de Sevens, na Rio 2016, que foi 11º colocada.